# Школьная улица (Климовск)
Школьная улица — одна из крупных улиц микрорайона Климовск города Подольска Московской области. Относительно железнодорожной ветки Курского направления Московской железной дороги улица расположена в западной части микрорайона Климовск. Своим появлением улица обязана строительству рабочего поселка при Климовском Машиностроительном заводе.

## Описание
Школьная улица берет свое начало от пересечения с улицей Ленина микрорайона Климовск и далее уходит в западном, а позднее и в северо-западном направлении. Заканчивается улица проселочными дорогами на границе жилой застройки. Нумерация домов начинается со стороны улицы Ленина.
Справа по ходу движения со стороны улицы Ленина примыкают Больничный проезд, Спортивный проезд. Слева по ходу движения со стороны улицы Ленина примыкают Советская улица, Рябиновый проезд, Набережная улица. Пересекают Школьную улицу Красная улица и Рощинская улица.
На всем своем протяжении Школьная улица является улицей с двусторонним движением, за исключением участка с односторонним движением в районе установления воинского памятника — артиллерийской пушки вблизи дома 59.
Почтовый индекс Школьной улицы микрорайона Климовск города Подольска Московской области — 142180.

## Примечательные здания и сооружения
- Климовская городская баня (улица Школьная микрорайона Климовск дом 13 Б)[2].
- Пожарной-спасательная часть № 77 (ПЧ 77) Министерства Российской Федерации по делам гражданской обороны, чрезвычайным ситуациям и ликвидации последствий стихийных бедствий (улица Ленина, дом № 1, строение № 1 микрорайона Климовск города Подольска Московской области)[3].
- Государственное Бюджетное профессиональное образовательное учреждение Московской области — «Подольский колледж имени Александра Васильевича Никулина» (ГБПОУ МО «Подольский колледж имени А. В. Никулина») (Структурное подразделение 3) (улица Ленина микрорайона Климовск города Подольска Московской области, дом 2 А)[4]. Колледж носит имя Александра Васильевича Никулина — человека, который занимал пост главы города Подольска в период с 1990 по 2003 годы. Александр Васильевич Никулин является почетным жителем Подольска и Московской области, он внес большой вклад в становление и развитие Подольска и Подольского района. Одаренным студентам присваивается именная стипендия Александра Васильевича Никулина[5].
- Климовская центральная городская больница (Государственное Бюджетное Учреждение Московской области ГБУЗ) (Больничный проезд, микрорайона Климовск, города Подольска Московской области дом 1). Предшественником современной городской больницы была больница при механическом заводе Московского товарищества механических изделий при станции Климовка. Располагалась она территории современного больничного комплекса и включала в себя кирпичный корпус на 21 пациента, включая 5 коек родильного отделения, амбулаторию и кухню. Рядом с больницей для медицинского персонала был построен двухэтажный деревянный дом на 4 квартиры. Постепенно медицинское учреждение развивалось, возросло количество амбулаторных посещений, увеличилось количество мест для больных с медицинском стационаре, был построен корпус для инфекционных пациентов, а также было осуществлено присоединение к сетям водопровода, канализации и центрального отопления. В планах было строительство санатория для легочных больных, а в 1913 году построен корпус для лечения пациентов с легочными заболеваниями, однако в связи с началом Первой Мировой Войны учреждение принимало на лечение раненых солдат. В 1919 году больницу перевели под управление Подольского уездного отдела здравоохранения. Больница стала участковой и обслуживала уже несколько селений.
- Физкультурно-оздоровительный комплекс «Заречье» (Спортивный проезд, микрорайона Климовск, строение 2). В 2009 году в комплексе был проведен комплекс ремонтных работ[6]. История стадиона «Труд», расположенного на территории комплекса, связана с Климовским Машиностроительным заводом. Строительство стадиона и спортивных площадок, находившихся при нём было завершено в 1947 году. На стадионе образовались секции и пункт проката. В 1961 году были построены основное здание и подсобные помещения из рубленного бревна, в 1972 году было построено футбольное поле с трибуной, в 1985 году организована теннисная площадка и легкоатлетические дорожки. Также в 1981 году в состав физкультурно-спортивного комплекса «Заречье» вошел новый спортивный зал «Юбилейный». В 2014 году состоялось открытие Физкультурно-оздоровительного комплекса в составе комплекса «Заречье»[7].
- Воинская часть№ 34608 — 309 центральный радиопеленгационный узел связи (микрорайон Климовск, города Подольска Московской области, улица Школьная, владение 50).

## Транспорт
По улице осуществляется движение общественного транспорта. Здесь проходят автобусные маршруты № 1, № 3, № 29, № 62, а также осуществляется движение маршрутных такси № 4А и № 29К.